# Jordan Schnitzer Museum of Art

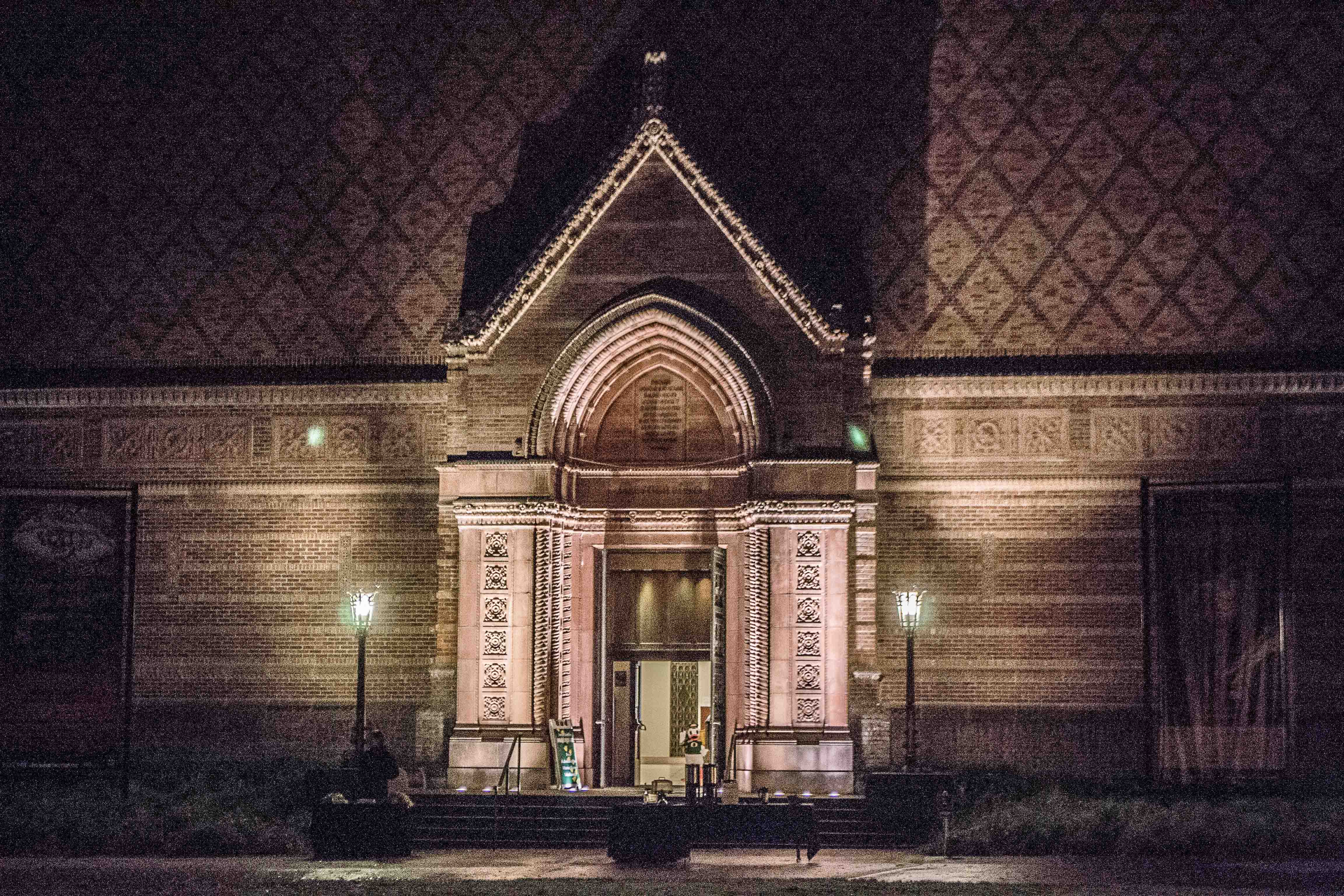
Jordan Schnitzer Museum of Art (2013)

Das Jordan Schnitzer Museum of Art (JSMA) befindet sich auf dem Campus der University of Oregon in Eugene, Oregon, USA. Es ist das einzige akademische Museum in Oregon, das von der American Alliance of Museums akkreditiert wurde.

## Geschichte
Das 1933 eröffnete Museum wurde ursprünglich von Ellis F. Lawrence entworfen, um die Murray Warner Collection of Oriental Art zu beherbergen – eine Sammlung von mehr als 3700 Kunstwerken, die Gertrude Bass Warner der Universität geschenkt hatte. Warner, die erste Direktorin des Museums, setzte sich für die Förderung des interkulturellen Verständnisses durch Kunst ein. Zwischen 2002 und 2005 wurde das Museum erweitert und in Anerkennung der Unterstützung durch Jordan Schnitzer umbenannt.

## Architektur
Das ursprüngliche Gebäude wurde von Ellis F. Lawrence entworfen und ist Teil des Memorial Quadrangle der Universität. Die Fassade des Gebäudes enthält Inschriften mit Zitaten von Platon und Laotse, die die Verbindung von Kunst und Weisheit symbolisieren.

## Sammlung
Das Jordan Schnitzer Museum of Art beherbergt über 18.000 Werke darunter bedeutende Sammlungen chinesischer, japanischer, koreanischer und amerikanischer Kunst sowie eine umfangreiche Sammlung zeitgenössischer kubanischer Kunst.
Als das Museum 1933 eröffnet wurde, widmete seine Gründerin, Gertrude Bass Warner (1863–1951), den größten Ausstellungsraum einer Auswahl herausragender chinesischer Kunstwerke, die den Glanz des kaiserlichen Hofes der Qing-Dynastie (1644–1911) widerspiegeln. Nach der Renovierung, Erweiterung und Wiedereröffnung des Museums im Jahr 2005 zeigt die erneuerte Betty and John Soreng Gallery of Chinese Art viele der gleichen Objekte, zusätzlich zu neu erworbenen Kunstwerken, die vom Neolithikum (3. Jahrtausend v. Chr.) bis ins 21. Jahrhundert reichen. Ein Höhepunkt ist die moderne Interpretation einer traditionellen chinesischen Schatzwand mit einer Reihe dekorativer Objekte in verschiedenen Medien aus mehr als 600 Jahren.  Zu sehen sind außerdem Beispiele aus der Sammlung kaiserlicher Hofgewänder und Accessoires, eine seltene, drei Meter hohe Jadepagode, buddhistische Skulpturen, Gemälde sowie zeitgenössische Fotografien und Mixed-Media-Arbeiten des in China geborenen amerikanischen Künstlers Hung Liu (1948–2021).

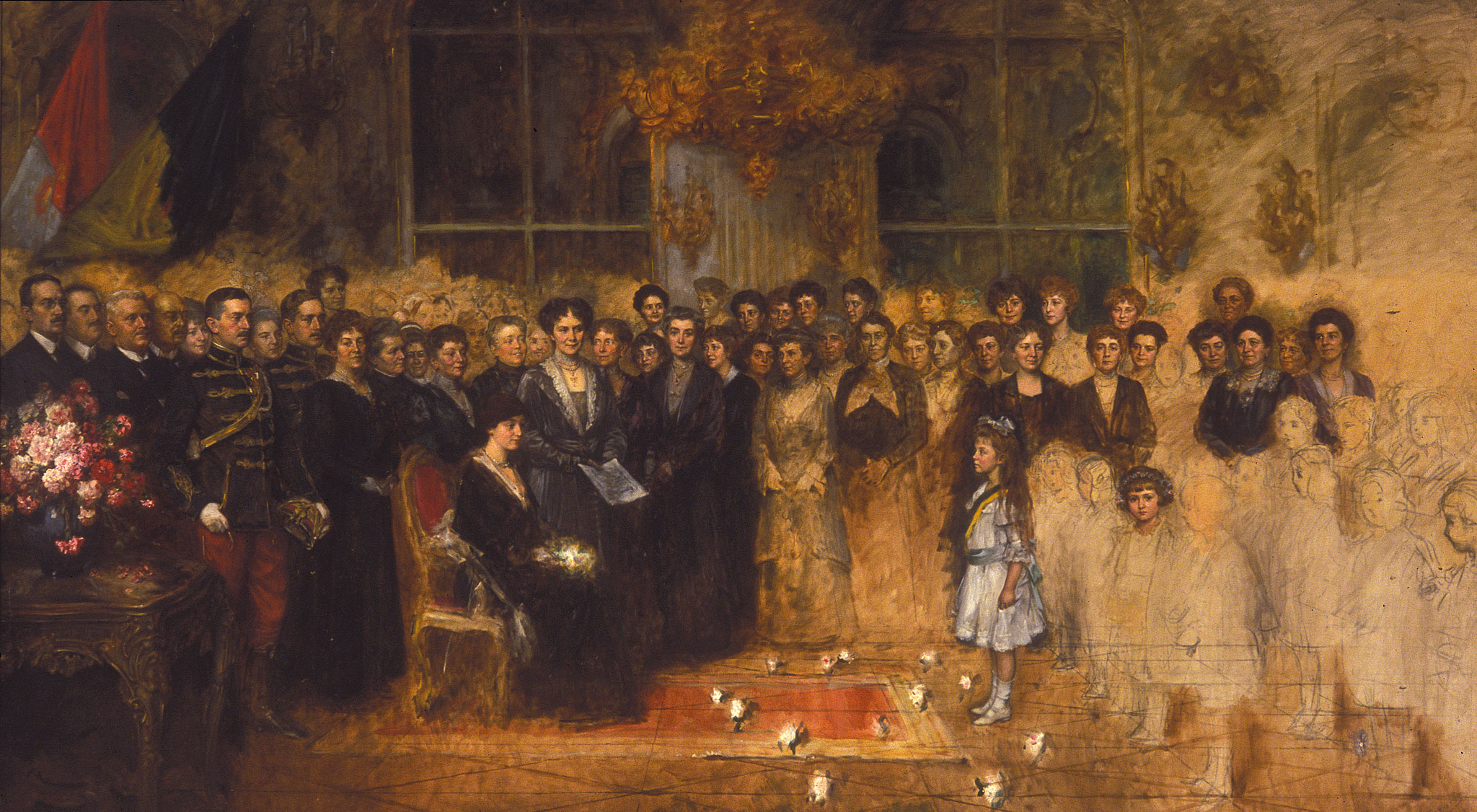
Arthur von Ferraris, Die letzte Audienz der Habsburger (1918)

Die europäische Sammlung des JSMA umfasst mehr als tausend Objekte aus den Bereichen Skulptur, Malerei, Keramik, Grafik und Kunsthandwerk von der Antike bis zur Moderne. Werke aus Deutschland, Spanien, England, Italien, Frankreich und Russland sind stark vertreten, wobei der Schwerpunkt auf der Druckgrafik des 19. und 20. Jahrhunderts liegt. Zu den Höhepunkten der Sammlung zählen Arthur von Ferraris Die letzte Audienz der Habsburger (1918), das auf der Flucht seines Besitzers vor dem Einmarsch der Nationalsozialisten in Österreich in einen Teppich eingerollt in die Vereinigten Staaten gebracht wurde; ein doppelseitiges Gemälde des deutschen Expressionisten Max Pechstein; Madonna mit Kirschen, ein Ölgemälde der Jungfrau mit Kind aus dem 16. Jahrhundert, gemalt von einem Schüler Joos Van Cleeves, sowie Druckgrafik von Rembrandt van Rijn, Albrecht Dürer, Pablo Picasso, Giovanni Battista Piranesi, Käthe Kollwitz, Francisco de Goya und Salvador Dalí. Darüber hinaus besitzt das Museum eine umfangreiche Spezialsammlung russischer und griechisch-orthodoxer Ikonen, die aus der persönlichen Sammlung der Museumsgründerin Gertrude Bass Warner und einer Schenkung von Jacob B. Kolliner im Jahr 1987 stammt.
Seit seiner Gründung im Jahr 1933 ist die Fotografie ein wesentlicher Bestandteil der ständigen Sammlung des JSMA. Sie umfasst mehr als 2400 Arbeiten aus dem 19. bis 21. Jahrhundert und zeigt bedeutende Werke, die ein breites Spektrum an Stilen, Techniken und Themen wie Porträt-, Landschafts-, Dokumentar- und experimentelle Fotografie abdecken.